# Симитли
Симитли́ (болг. Симитли) — город в Благоевградской области Болгарии. Административный центр общины Симитли. Находится примерно в 15 км к югу от центра города Благоевград. По данным переписи населения 2011 года, в городе  проживало 6674 человека.

## Население
| Год     | 1934 | 1946 | 1956 | 1965 | 1975 | 1985 | 1992 | 2001 | 2011 |
| ------- | ---- | ---- | ---- | ---- | ---- | ---- | ---- | ---- | ---- |
| Жителей | 2158 | 2918 | 3817 | 5089 | 6525 | 7103 | 7466 | 7154 | 6674 |

| Национальность  | Человек | Процент |
| --------------- | ------- | ------- |
| болгары         | 4177    | 90,92%  |
| турки           | 3       | 0,07%   |
| цыгане          | 387     | 8,42%   |
| другие          | 11      | 0,24%   |
| не определились | 16      | 0,35%   |
| Всего ответов   | 4594    |         |

|  |

## Памятники

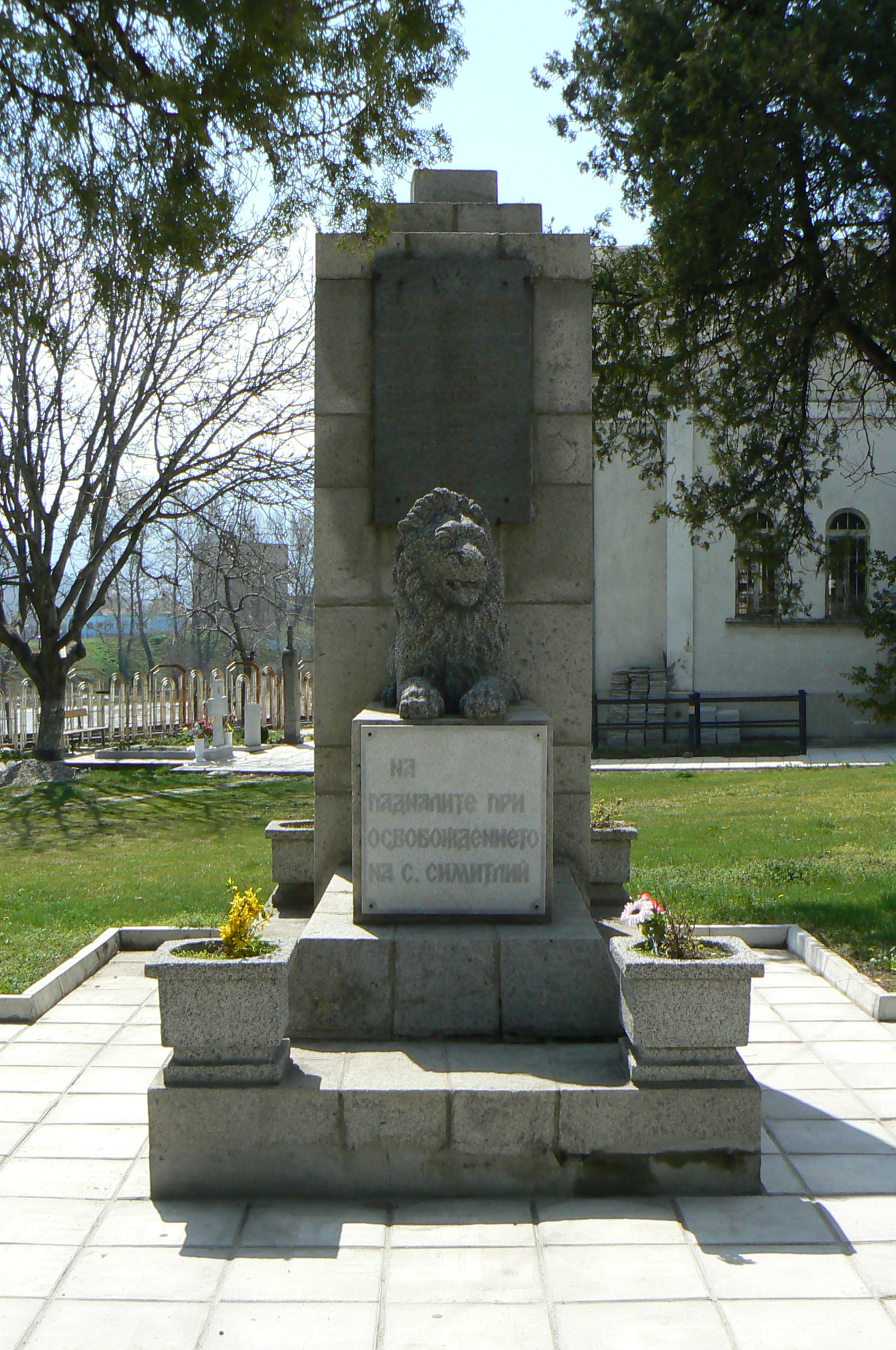
Памятник павшим за освобождение Симитли

- Памятник павшим за освобождение Симитли.